# Federazione Scacchistica Italiana
La Federazione Scacchistica Italiana fu costituita a Varese il 20 settembre 1920. Primo presidente venne nominato Luigi Miliani, mentre Carlo Salvioli fu presidente onorario.

## Storia
Dopo l'Unità d'Italia sorse l'esigenza di un organismo che coordinasse l'attività scacchistica a livello nazionale. L'idea di un'associazione scacchistica nazionale fu proposta dall'Accademia Romana degli Scacchi nel congresso nazionale tenutosi a Livorno nel 1878. Nel 1884 la Società Scacchistica Milanese lanciò l'idea di una federazione nazionale ma solo nel 1892, in occasione del VI congresso nazionale, nacque a Torino la prima Associazione scacchistica italiana. L'Associazione, posta su federazioni regionali autonome, durò appena un anno.
Nel 1898, sempre a Torino, i circoli di Roma, Catania, Genova, Livorno, Napoli, Palermo, La Spezia, Torino, Treviso e, in seguito, Milano, soprattutto per iniziativa di Augusto Guglielmetti, costituirono l'Unione Scacchistica Italiana. L'USI si dotò di un proprio organo ufficiale e diede vita a cinque tornei nazionali. Tra il 1911 e il 1912, con la nascita della rivista L'Italia Scacchistica che organizzò tornei per proprio conto, cessò le attività. Nel 1913 il tentativo di ridare vita a una nuova federazione (FSI) fallì a causa dello scoppio della guerra.
La Federazione Scacchistica Italiana si costituì a Varese il 20 settembre 1920.
Nel 1924 fu tra le federazioni che, al congresso di Parigi, costituirono la Federazione internazionale degli scacchi (FIDE).
Nel 1928 (con il nome di Associazione Scacchistica Italiana) entrò nel CONI, da cui però nel 1934 venne trasferita all'Opera Nazionale Dopolavoro; sembra che il motivo fosse il professionismo degli scacchi. Divenne Ente Morale nel 1930.
Dopo la guerra riprese la denominazione di Federazione Scacchistica Italiana (FSI), sotto la quale è nota tutt'oggi.
Alla morte di Miliani (1944) la presidenza venne prima assegnata al conte Gian Carlo dal Verme (1946-1947) e poi, nel biennio successivo, a Gaetano Del Pezzo. Il commissariamento della Federazione (con Luigi Biancheri, 1949-1950) provocò una scissione, che condusse alla costituzione della U.S.I., scissione che sarebbe rientrata solo sei anni dopo.
Nel 1950 fu eletto presidente Eugenio Szabados. Nel 1958 si ebbe il ritorno di dal Verme, che affidò la segreteria al maestro Giovanni Ferrantes.
Nel 1960 la FSI entrò a far parte dell'ENAL. La nascita dell'Arci Scacchi (1975) e la soppressione dell'ENAL nel 1978, che fece venire meno anche il sia pur esiguo contributo dell'Ente di Stato, rischiarono di travolgere la federazione. Nel 1980 la presidenza passò a Nicola Palladino che, con una serie di azzeccate iniziative, ne rilanciò l'immagine.
Palladino si batté anche per la riammissione della FSI nel CONI e nel settembre 1988 poté annunciare che la Federazione era stata accolta quale Disciplina sportiva associata. Con l'entrata in seno al CONI anche la Federazione Scacchistica Italiana, come tutte le federazioni sportive, si attiene al regolamento antidoping, anche se ciò ha sollevato perplessità da parte degli scacchisti. La FSI fu anche tra le prime federazioni ad aderire all'Unione scacchistica europea.
La presidenza Palladino si concluse nel 1993 e presidente divenne il Grande Maestro Sergio Mariotti, che rimase in carica due anni.
Nel luglio 1996 fu eletto Alvise Zichichi, il quale vi rimase fino alle dimissioni per motivi di salute (ufficialmente) nel 2002. La grave crisi istituzionale si è protratta con il subentro del vicepresidente Giuseppe Lamonica, culminando con l'elezione, nel 2003, di Franco Pedrazzini, che ha portato la FSI nuovamente al commissariamento (Giuseppe De Capua).
Dal marzo 2005 al 19 dicembre 2020 il presidente è stato Gianpietro Pagnoncelli, al quale al termine del suo mandato è stato conferito il titolo di presidente onorario della Federazione. Gli anni della sua presidenza sono stati caratterizzati dall'organizzazione dell'edizione del 2006 delle Olimpiadi degli scacchi, disputata a Torino e dalla parentesi nella federazione italiana del Super GM Fabiano Caruana (tornato dal 2015 a rappresentare la federazione statunitense).
Questo periodo storico segna inoltre l'ascesa di alcuni giovani promettenti che ottengono il titolo di Grande Maestro, portando la lista del numero di italiani che si potevano fregiare di questo titolo a sedici. Prima di loro, gli unici ad aver raggiunto il massimo titolo scacchistico riconosciuto dalla Federazione Internazionale erano stati proprio l'ex presidente Sergio Mariotti, il pluricampione italiano Michele Godena, lo scacchista argentino naturalizzato italiano Carlos García Palermo, lo scacchista cubano naturalizzato italiano Lexy Ortega e gli honoris causa Enrico Paoli e Mario Monticelli.
Dal 20 dicembre 2020 il presidente è Luigi Maggi, rieletto poi il 15 dicembre 2024 per un secondo mandato.

## Titoli sportivi e categorie nazionali e sociali
Condizione necessaria per acquisire una categoria tecnica è possedere un Rating, sia esso pubblicato o ad interim, pari o superiore alla soglia minima della categoria da acquisire. Le soglie minime sono le seguenti:
a) 2200 per Maestro
b) 2000 per Candidato maestro Nazionale
c) 1800 per Prima Nazionale
d) 1600 per Seconda Nazionale
e) 1500 per Terza Nazionale
Per tutte le categorie tecniche, eccetto quella di Maestro, il raggiungimento della soglia minima è condizione sufficiente per acquisire la categoria.
Per acquisire la categoria di Maestro, devono essere soddisfatte anche le seguenti due condizioni, indipendentemente dall’ordine temporale in cui esse vengono soddisfatte:
a) risultare almeno 24 partite registrate nel momento in cui avviene il raggiungimento della soglia minima;
b) essere in possesso di una Norma FSI da 9 turni ottenuta in un torneo da almeno 9 turni, oppure di due Norme FSI da 7-8 turni ottenute in tornei da almeno 7 turni, purché il torneo in cui si ottiene la seconda di queste Norme FSI sia iniziato non oltre 4 anni dalla data di inizio del torneo in cui si è ottenuta la prima.
Sono inoltre riconosciute le categorie internazionali della FIDE:
- Grande Maestro Internazionale (GM) (2500-...)
- Maestro Internazionale (IM) (2400-2499)
- Maestro Fide (FM) e Grande Maestro Internazionale Femminile (WGM) (2300-2399)
- Candidato Maestro FIDE (CM) e Maestro Internazionale Femminile (WIM) (2200-2299)
- Maestro FIDE Femminile (WFM) (2100-2299)
- Candidato Maestro FIDE Femminile (WCM) (2000-2099)

## Statistiche

### Grandi Maestri
Gli italiani o naturalizzati tali che hanno ottenuto la massima categoria a livello internazionale, cioè il titolo di Grande Maestro sono, a settembre 2021, 21 (di cui 18 attivi per l'Italia): Mario Monticelli (honoris causa, deceduto), Enrico Paoli (honoris causa, deceduto), Sergio Mariotti, Carlos García Palermo (naturalizzato di origine argentina), Michele Godena, Lexy Ortega (naturalizzato di origine cubana), Alberto David, Fabiano Caruana (oltre alla cittadinanza italiana ha anche quella statunitense, ha giocato per l'Italia per un periodo poi è passato agli Stati Uniti), Daniele Vocaturo, Sabino Brunello, Roberto Mogranzini, Axel Rombaldoni, Danyyil Dvirnyy (naturalizzato di origine russa), Francesco Rambaldi, Andrea Stella, Luca Moroni, Luca Shytaj (naturalizzato di origine albanese), Pier Luigi Basso, Alessio Valsecchi, Francesco Sonis, Lorenzo Lodici.

### Tesserati
Nel 2024 gli iscritti hanno raggiunto quota 23.648, record storico 

## La sede
Dopo essere stata a Varese, Roma e Venezia, la sede è stata stabilita a Milano, prima in via dei Piatti, poi in via Cusani. Attualmente si trova in viale Regina Giovanna 12. Nel giugno 2025 la Federazione ha acquistato un edificio a Spilimbergo, destinato a diventare sede del nuovo Centro Tecnico Federale

## Presidenti
- 1920-1924 Luigi Miliani
- 1920          Carlo Salvioli presidente onorario
- 1924-1924 Casimiro Guidelli
- 1924-1944 Luigi Miliani
- 1945-1947 Gian Carlo dal Verme, commissario straordinario
- 1947-1949 Gian Carlo dal Verme
- 1949-1949 Gaetano Del Pezzo
- 1950-1950 Luigi Biancheri, commissario straordinario
- 1950-1958 Eugenio Szabados
- 1958-1980 Gian Carlo dal Verme
- 1980-1994 Nicola Palladino
- 1994-1996 Sergio Mariotti
- 1996-2002 Alvise Zichichi
- 2002-2003 Giuseppe Lamonica (pro-tempore)
- 2003-2004 Franco Pedrazzini
- 2004-2005 Giuseppe De Capua commissario
- 2005-2020 Gianpietro Pagnoncelli
- 2020-         Luigi Maggi (scacchista)